# Аден-Мару
Аден-Мару — транспортне судно, яке під час Другої світової війни брало участь у операціях японських збройних сил на Тихому океані. 
Судно спорудили в 1919 році на верфі Kawasaki у Кобе для компанії Kawasaki Kisen. В 1921-му новим власником стала Kokusai Kisen Kaisha, а в 1937-му її змінила Yamashita Kisen. Нарешті, в 1939-му «Аден-Мару» перейшло до Ono Shoji Gomei.
В жовтні 1941-го судно реквізували для потреб Імперської армії Японії.
18 грудня 1941-го «Аден-Мару» та ще 27 транспортів вийшли з Мако (важлива база японських ВМС на Пескадорських островах у південній частині Тайванської протоки) як другий ешелон головного десанту на Філіппіни (всього три ешелони мали 76 транспортів). 24 грудня ешелон здійснив висадку в затоці Лінгайєн на острові Лусон.
В наступні кілька тижнів «Аден-Мару» відвідало Японію, звідки 14 січня 1942-го знову рушило на південь та станом на середину лютого перебувало в Голо (архіпелаг Сулу), де збирались сили для висадки на сході острова Ява. 19 лютого «Аден-Мару» та ще 38 транспортів полишили Голо, маючи на борту 48-му піхотну дивізію. Під час переходу до конвою приєднались ще 6 транспортів, але два судна відділились. 27 лютого з'єднання бойових кораблів виграло битву в Яванському морі й у перші години 1 березня транспортні судна розпочали висадку військ на сході острова Ява біля Крагану.
В якийсь момент судно задіяли для постачання японських сил у Рабаулі — головної бази в архіпелазі Бісмарка, з якої японці провадили операції на Соломонових островах та сході Нової Гвінеї. 21 лютого 1943-го «Аден-Мару» вийшло з японського порту Саєкі в конвої «C2» операції «Військові перевезення №8» та 20 березня прибуло до Рабаула. 1 – 3 квітня судно в конвої місцевого значення прослідувало далі до якірної стоянки Шортленд (прикрита групою невеликих островів Шортленд акваторія біля південного завершення острова Бугенвіль, де зазвичай відстоювались легкі бойові кораблі та перевалювались вантажі для подальшої відправки далі на схід Соломонових островів), а 8 – 10 квітня повернулось у Рабаул. 
Станом на середину червня 1943-го «Аден-Мару» все ще (або знову) знаходилось у Рабаулі, звідки 16 – 23 червня прослідувало в конвої на Палау (важливий транспортний хаб на заході Каролінських островів).
25 – 31 липня 1943-го судно здійснило круговий рейс до Нової Гвінеї в конвої «Ганза № 5». 28 серпня – 7 вересня та 19 – 29 вересня «Аден-Мару» здійснило ще два кругові рейси до того ж острова в конвоях «Вевак № 7» та «Вевак № 9». 2 вересня під час розвантаження у Веваку загін атакували американські бомбардувальники, яким вдалось потопити 2 та пошкодити 2 транспорти. Серед пошкоджених було й «Аден-Мару», що, втім, не завадило йому завершити рейс з «Вевак № 9».
Станом на початку грудня 1943-го «Аден-Мару» перебувало на острові Хальмахера (північна частина Молуккського архіпелагу), звідки 6 – 13 грудня здійснило круговий рейс в конвої № 1, який доправив війська до Манокварі (північно-східне узбережжя новогвійнейського півострова Чендравасіх).
В подальшому судно прослідувало до Маніли, звідки 2 січня 1944-го вийшло з конвоєм H-12 та 10 січня досягнуло порту Давао (південне узбережжя філіппінського острова Мінданао). Потім «Аден-Мару» повернулось до Маніли і 20 – 27 січня прослідувало в конвої H-14 до острова Хальмахера.
Відомо, що в березні 1944-го судно пройшло в конвої TAMO-08 з Такао (наразі Гаосюн на Тайвані) до японського порту Моджі, а потім було задіяне в операції «Таке № 1», що мала за мету перекидання двох піхотних дивізій на південь Філіппін та захід Нової Гвінеї. 21 квітня 1944-го «Таке № 1» полишив Шанхай. На переході він неодноразово ставав ціллю для ворожих підводних човнів та зазнав важких втрат. 6 травня 1944-го конвой перебував вже у південно-західній частині моря Сулавесі. За годину по опівдні він був атакований американською субмариною USS Gurnard, яка дала два триторпедні залпи та змогла потопити два транспорти. Одним із уражених суден стало «Аден-Мару», разом з яким загинуло 16 членів екіпажу та 499 військовослужбовців, що перебували на борту.